# Nazriya Nazim
 (mai 2024).
Nazriya Nazim Fahadh, née le 20 décembre 1994 à Trivandrum (Kérala), est une actrice et productrice indienne qui travaille principalement dans des films malayalam et tamouls. Elle reçoit plusieurs distinctions, dont deux Kerala State Film Awards, un Tamil Nadu State Film Award et un Filmfare Award South.

## Biographie

### Enfance et éducation
Née le 20 décembre 1994, Nazriya, fille de Nazimuddeen et Begum Beena. Elle a un frère, Naveen Nazim. Avant de s'installer à Trivandrum (officiellement appelée Thiruvananthapuram), sa ville natale, sa famille résidait à Al Ain, aux Émirats arabes unis.
Elle fait ses études à Our Own English High School à Al Ain aux Émirats arabes unis, ainsi qu'à l'école Christ Nagar à Trivandrum. En 2013, elle s'est inscrite au Mar Ivanios College, mais il semble qu'elle ait abandonné ses études à cause de son emploi du temps chargé de tournage.

### Carrière

#### Premiers travaux en tant qu'hôte et enfant artiste (2005-2012)
Nazriya commence sa carrière en tant qu'animatrice dans un quiz télévisé musulman intitulé Punyamaasathiloode en 2005 sur Kairali TV, avant de poursuivre avec une variété d'autres rôles de présentation dans des émissions de chant, de quiz et de téléréalité. Elle a aussi présenté la célèbre émission de télé-réalité musicale Star Singer sur Asianet.
Elle commence sa carrière d'actrice en 2006 en tant qu'enfant artiste dans le film malayalam "Palunku" (2006), réalisé par Blessy, où elle jouait Geethu, la fille du personnage interprété par Mammootty. Sa prochaine apparition fut aux côtés de Mohanlal dans "Oru Naal Varum" (2010), où elle tenait le rôle de Dhanya, la fille du personnage joué par Sreenivasan. En 2012, elle participe à l'album "Yuvvh" de Sony Music Entertainment, avec Nivin Pauly, qui connait un grand succès auprès des jeunes.

#### Succès, éloges de la critique et interruption (2013-2017)
Nazriya débute sur grand écran avec le film malayalam Maad Dad (2013), jouant aux côtés de Lal et Lalu Alex. Le Times of India commente : "Nazriya semble submergée par un rôle mal conçu qui paraît trop pesant pour elle." Par la suite, elle figure dans le film bilingue malayalam-tamoul Neram, ce qui marque ses débuts dans l'industrie tamoule. Elle retrouve l'équipe de Yuvvh, y compris le réalisateur Alphonse Putharen et l'acteur Nivin Pauly. Le film connait un grand succès commercial, et la scène dans laquelle Nivin fait sa proposition à Nazriya est devenue emblématique. Paresh C Palicha a noté qu'elle avait une "présence remarquable à l'écran". Pour ce rôle, elle reçoit le Filmfare Award de la meilleure actrice débutante – Sud.
Plus tard, Nazriya interprète le rôle de Keerthana, une professionnelle de l'informatique, dans le film tamoul Raja Rani, aux côtés d'Arya. Gautaman Bhaskaran de l'Hindustan Times remarque : « La seule personne qui a capté mon attention est Nazriya Nazim, qui, en tant qu'amoureuse d'Arya, est absolument éblouissante, avec un visage tellement expressif que ses paroles deviennent superflues ». Ce film connait un autre succès au box-office. Sa dernière apparition cette année-là est dans le film tamoul Naiyaandi, où elle incarne Vanaroja, une dentiste, face à Dhanush. Le film reçoit des critiques négatives et est son unique échec de l'année.
En 2014, Nazriya connaît cinq sorties, marquant son année la plus fructueuse. Elle interprète Shahana pour la première fois dans le film malayalam Salalah Mobiles, avec Dulquer Salmaan, mais le film ne rencontre pas le succès escompté au box-office. Dans son film malayalam suivant, Ohm Shanthi Oshaana, aux côtés de Nivin Pauly, elle incarne Pooja, une étudiante en médecine. Ce film devient un blockbuster et l'un des plus rentables de l'année. Sa prestation est acclamée par la critique, The New Indian Express commentant : "La performance de Nazriya est le point fort du film. Bien qu'elle offre quelques moments positifs, elle manque d'intensité dans les scènes émotionnelles." Par la suite, elle apparaît dans le film bilingue malayalam-tamoul Vaayai Moodi Pesavum, de nouveau face à Dulquer Salmaan, dans le rôle d'une médecin. Subha J. Rao du The Hindu fait l'éloge de Nazriya, soulignant que « ses yeux parlent d'eux-mêmes ». Le film remporte également un succès au box-office.
Après ce film, Nazriya incarne une aspirante au MBA contrainte à un mariage arrangé, aux côtés de Fahadh Faasil dans le film malayalam Bangalore Days, qui devient le plus notable de sa carrière. Le film rencontre un grand succès au box-office et figure parmi les plus rentables de l'année. Aswin J Kumar du Times of India déclare que Nazriya prouve qu'elle est « une actrice d'avenir », tandis que Sify a décrit sa performance comme « vibrante de vie ». Sa dernière apparition cette année-là fut dans le film tamoul Thirumanam Enum Nikkah, face à Jai, où elle interprète une Iyengar se faisant passer pour une jeune fille musulmane. Anupama Subramanian du Deccan Chronicle l'a qualifiée d'« adorable ». Ohm Shanthi Oshaana et Bangalore Days lui ont valu le Kerala State Film Award de la meilleure actrice lors de la 45ᵉ édition des Kerala State Film Awards. Ce succès a été suivi par son mariage avec Fahadh Faasil, après quoi elle a fait une pause dans sa carrière d'actrice.

#### Retour et expansion du film (2018-présent)
Nazriya marque son retour dans le cinéma après une pause de quatre ans avec le film malayalam Koode, jouant aux côtés de Prithviraj. Elle  interprète le rôle de Jenny, la sœur du personnage de Prithviraj. Le film a connu un succès commercial et lui a valu une nomination pour la meilleure actrice aux Filmfare Awards malayalam. Anna MM Vetticad a commenté : "L'écriture et l'interprétation de Nazriya rendent souvent Jenny adorable. Même si ce type de personnage pétillant est courant dans le cinéma commercial indien, le charme de Nazriya est irrésistible."
En 2020, elle retrouve Fahad, dans Trance, dans le rôle d'Esther, mannequin et travailleuse du sexe. Le film est devenu un échec au box-office, mais Cris de The News Minute a trouvé son personnage "charmant" et a ajouté qu'elle avait mûri en tant qu'actrice. Cette année-là, elle joue également un rôle dans Maniyarayile Ashokan, en tant qu'épouse de Jacob Gregory. Haricaran Pudipeddi apprécie son apparence.
En 2022, Nazriya a fait son entrée dans l'industrie du cinéma Telugu. Elle a incarné le rôle de Leela, une photographe professionnelle, aux côtés de Nani dans le film Ante Sundaraniki. Le film a connu un grand succès commercial à l'international. Janani K d'India Today a commenté : "Nazriya a, une fois de plus, séduit tout le monde avec sa grâce naturelle. On pouvait vraiment voir Leela en elle, et elle a parfaitement interprété son personnage."
Nazriya marque son retour dans le cinéma tamoul après dix ans avec Suriya 43, où elle joue aux côtés de Suriya et Dulquer Salmaan.

## Vie privée
En janvier 2014, l'acteur malayalam Fahadh Faasil informe les médias de son intention d'épouser Nazriya. Ils se sont rapprochés lors du tournage de Bangalore Days (2014) d'Anjali Menon, où ils interprétaient un couple marié. Les fiançailles ont eu lieu en février 2014, suivies par le mariage le 21 août 2014 à Trivandrum.

## Dans les médias
Nikhil Skaria Korah de Onmanorama a observé que les expressions charmantes de Nazriya et ses rôles de jeunes femmes pétillantes et heureuses dans de nombreux films lui ont conféré le statut de « la fille d'à côté ». Shilpa Nair Anand du The Hindu l'a surnommée « la chérie du Kerala ». Nazriya a figuré dans la liste des femmes les plus désirables du Kochi Times, se classant cinquième en 2013 et troisième en 2018 et 2020.
Les personnages de Ohm Shanthi Oshaana et Bangalore Days sont vus comme certains des rôles féminins les plus marquants du cinéma malayalam. Concernant Ohm Shanthi Oshaana, ScoopWhoop a remarqué : "Le personnage de Pooja joué par Nazriya est assez innovant et rafraîchissant pour le cinéma malayalam". Le film est narré du point de vue féminin, une rareté dans le cinéma malayalam selon The Hindu. Parvati Mohan de Film Companion a commenté le personnage de Divya dans "Bangalore Days" : "L'émancipation de Kunju est très réaliste. Même si elle évolue dans un cadre patriarcal, elle parvient à obtenir ce qu'elle désire de la manière la plus adéquate possible."